# Лайпциг
 Тази статия е за града в Германия.  За окръга вижте Лайпциг (окръг).  
Лайпциг (на немски: Leipzig [ˈlaɪptsɪç]; на горнолужишки: Lipsk; на чешки: Lipsko; на полски: Lipsk) е най-големият град в Саксония, Германия. Градът е голям търговски и панаирен център. Прочут е с полиграфическите си комбинати. В града се печатат книги, атласи, календари на различни езици.
Лайпциг е с население от около 593 145 души към 31 декември 2019 г. Площта му е 297,36 km², а гъстотата на населението – 1758 д/km².

## История
В края на 19 век Лайпциг е вторият най-важен център на книгоиздаването в Германската империя.

## Известни личности
Родени в Лайпциг
- Рихард Вагнер (1813 – 1882), композитор
- Бил Каулиц (р.1989), рокпевец в групата Токио Хотел
- Том Каулиц (р.1989), китарист в групата Токио Хотел
- Готфрид Лайбниц (1646 – 1716), философ и учен
- Тил Линдеман (р. 1963), музикант
- Жак Мизес (1865 – 1954), шахматист
- Симон Пелутие (1694 – 1757), историк
- Хайнрих Густав Райхенбах (1823 – 1889), ботаник
- Карл Йоахим Фридрих (1901 – 1984), политолог

Починали в Лайпциг
- Густав Фехнер (1801 – 1887), немски експериментален психолог
- Карл Лудвиг (1816 – 1895), физиолог
- Евалд Херинг (1834 – 1918), физиолог
- Вилхелм Оствалд (1853 – 1932), химик

Свързани с Лайпциг
- Йохан Себастиан Бах (1685 – 1750), германски композитор
- Йохан Волфганг фон Гьоте (1749 – 1832), писател, учи право през 1765 – 1768
- Роберт Шуман (1810 – 1856), германски композитор
- Теодор Момзен (1817 – 1903), историк, преподава право през 1848 – 1852
- Вилхелм Вунт (1832 – 1920), германски психолог, създава първата в света лаборатория по психология през 1879 г.
- Фридрих Ницше (1844 – 1900), философ, завършва класическа филология през 1869
- Иван Шишманов (1862 – 1928), български филолог, завършва литература през 1888
- Кръстьо Кръстев (1866 – 1919), български литературен критик, завършва философия през 1888
- Пенчо Славейков (1866 – 1912), български поет, завършва философия през 1898
- Андрей Протич (1875 – 1959), български изкуствовед, завършва история на изкуството през 1901
- Кирил Христов (1875 – 1944), български писател, преподава българска литература през 1922 – 1930
- Александър Гиргинов (1879 – 1953), български политик, завършва право в началото на 20 век
- Богдан Филов (1883 – 1945), български политик, учи класическа филология през 1902 – 1903
- Иван Багрянов (1891 – 1945), български политик, учи агрономство през 1920-те
- Гео Милев (1895 – 1925), български поет, учи философия през 1912 – 1914
- Кольо Карагьозов (1896 – 1972), индустриалец, дарител, общественик, почетен немски вицеконсул, учи Висше търговско училище (1920 – 1922)
- Ерих Кестнер (1899 – 1974), писател, учи немска филология през 1920-те
- Кито Лоренц (р. 1938), писател, завършва славянска филология през 1961

## Братски градове
Лайпциг е побратимен с:
- Адис Абеба, Етиопия от 2004
- Бирмингам, Великобритания (Birmingham's Partner City page Архив на оригинала от 2009-09-15 в Wayback Machine.) след 1992
- Болоня, Италия след 1962, подновен през 1997
- Бърно, Чехия след 1973, подновен през 1999
- Киев, Украйна след 1961, подновен през 1992
- Краков, Полша след 1973, подновен през 1995
- Лион, Франция след 1981
- Нанкин, Китай от 1988
- Пловдив, България от 1975, подновен през 2007
- Перник, България
- Солун, Гърция след 1984
- Травник, Босна и Херцеговина след 2003
- Франкфурт, Германия след 1990
- Хановер, Германия след 1987
- Хюстън, Тексас, САЩ след 1993